# Thaima Samman
 (mai 2025).
L'article doit être relu — et modifié si nécessaire — par des contributeurs indépendants pour apporter un regard critique aux contributions effectuées en violation des conditions d'utilisation de Wikipédia, tant sur la forme (notamment concernant le style encyclopédique, la proportionnalité) que sur le fond (la neutralité de point de vue, la qualité et l'indépendance des sources).
 (mai 2025).
 (mai 2025).
Thaima Samman, née le 10 janvier 1964 à La Mure (Isère), est une avocate française spécialisée en affaires publiques et en réglementation. Elle est inscrite aux barreaux de Paris et de Bruxelles et a fondé son propre cabinet, le cabinet SAMMAN. Elle a occupé différentes fonctions dans le domaine des affaires publiques au sein d’entreprises et d’institutions. Elle a notamment travaillé plus de dix ans au sein de la direction des Affaires publiques et juridiques de Microsoft. Elle a également été membre du cabinet de Claude Bartolone, ancien ministre de la Ville et Président de l’Assemblée nationale.
Thaima Samman est cofondatrice et présidente de l’European Network for Women in Leadership (WIL), un réseau regroupant des femmes occupant des fonctions de direction dans le secteur privé. Elle siège également au comité d’administration de la European American Chamber of Commerce (EACC) et préside l’Association des Avocats Conseil en Affaires Publiques A-CAP. En 2024, elle a intégré le conseil d’administration de l’Institut de relations internationales et stratégiques (IRIS)).

## Biographie
Thaima Samman est issue de la promotion 1981 du lycée Notre-Dame de Sannois.
Titulaire d’un DESS de droit bancaire et financier et d’un DEA de droit pénal,  elle commence sa carrière en 1984 en tant que membre fondateur de l’association  SOS Racisme,, dont elle devient vice-présidente en 1985. En 1989, elle devient attachée parlementaire de Claude Bartolone, alors député socialiste et vice-président de l’Assemblée nationale. En 1997, elle rejoint le cabinet d’avocats  August & Debouzy, où elle crée et développe le département dédié aux affaires publiques et à la réglementation, avec une spécialisation dans les technologies de l'information.
En 2000, elle fonde une start-up avant de rejoindre Philip Morris International, , où elle occupe les fonctions de directrice des affaires publiques,,  de la communication, et porte-parole de la filiale française. En 2003, elle devient directrice juridique et affaires publiques de Microsoft France,,,où elle traite notamment des enjeux liés à la lutte contre la contrefaçon.
Le 10 mars 2010, elle crée le cabinet d’avocats Piton&Samman', basé à Paris, Bruxelles et Washington, spécialisé en affaires publiques réglementation et relations institutionnelles. Le cabinet change de dénomination en 2011 pour devenir Samman Cabinet d'avocats, à la suite d’une assemblée générale extraordinaire. 
Le cabinet intervient dans le conseil stratégique auprès d’acteurs économiques pour les aider à appréhender les aspects juridiques, politiques et institutionnels de leur environnement. Il est actif au niveau national et européen, notamment dans les domaines liés au numérique. Thaima Samman a par exemple été impliquée dans la défense des intérêts de la plateforme de livres numériques Youboox.

## Autres fonctions
Elle est fondatrice du réseau féminin Women In Leadership (WIL),, dont l'ambition est notamment d'encourager des jeunes de banlieue à maîtriser les codes du monde entrepreneurial.

## Décorations
- Chevalière de la Légion d'honneur (2013)[24].

## Publications et tribunes
- Papiers d’identité, Institut Montaigne (collectif), 2010[25]
- La France vient d'autoriser la sécurisation des communications téléphoniques et électroniques. Enfin le droit de ne pas être écoutés., Libération, (avec Olivier Debouzy), 1999[26].

### Articles
- K.M., « Une fine politique à Microsoft », Challenges, 28 septembre 2006, p. 126.
- Olivier Schmitt, « Déjeuner avec Thaima Samman », Le Monde 2, 19 avril 2008, p. 74.
- Luciana Uchôa-Lefebvre, «"En Europe, on ne peut pas reprocher aux plateformes de diffuser des contenus illégaux"», JDN, 30 septembre 2024
- Thaima Samman et David Lacombled, « Vitupérer nuit gravement au débat », La Tribune du dimanche, 13 janvier 2025
- Emmanuelle Delsol, « La régulation sur les données personnelles doit évoluer avec l'IA », CIO, 25 mars 2025